# Olegário Benquerença
Olegário Manuel Bartolo Faustino Benquerença (Batalha, Portugal, 18 d'octubre del 1969), més conegut simplement com a Olegário Benquerença, és un àrbitre de futbol portuguès.
Benquerença arbitra a la lliga portuguesa i és àrbitre internacional FIFA. Ha arbitrat a la Copa del Món del 2006 i del 2010 i el Campionat d'Europa de 2008.
Actualment viu a la localitat portuguesa de Leiria.